# Грушевка (станция метро)
«Гру́шевка» (бел. Грушаўка) — станция Минского метрополитена. Расположена на Московской линии между станциями «Институт культуры» и «Михалово» (расстояние между станциями равно 1,4 километр). Открыта 7 ноября 2012 года в составе четвёртого участка Московской линии.
Станция находится на пересечении проспекта Дзержинского и улицы Щорса, в центре микрорайона Грушевка (Московский район), откуда станция и получила своё название.

## История
Строительство станции метро началось в 2004 году.
6 ноября 2012 года она вместе со станциями «Михалово» и «Петровщина» была торжественно открыта в составе 4-й очереди Московской линии Минского метрополитена. В церемонии открытия принимали участие Президент Республики Беларусь Александр Лукашенко и мэр Минска Николай Ладутько
Для пассажиров станции заработали на следующий день, 7 ноября.

## Конструкция
Станция метро «Грушевка» относится к колонному двухпролётному мелкого заложения типу. Форма платформы — прямая. Архитектором, который работал над созданием станции, является Владимир Телепнев. «Грушевка» стала 12 станцией Московской линии Минского метрополитена.

## Выходы
Особенностью станции метро является тот факт, что выход с перрона осуществляется только в одну сторону и выходит к проспекту Дзержинского и улице Щорса.
Рядом со станцией расположены несколько современных бизнес-центров, а также гостиница Reanaissance. Также рядом — 4-я городская клиническая больница и 15-я городская поликлиника, а также Минское областное агентство по государственной регистрации и земельному кадастру.

## Транспорт
Рядом со станцией метро «Грушевка» есть 4 одноимённые остановки наземного транспорта, на которых останавливаются:
- автобусы: 46, 49, 74-с
- троллейбусы: 23, 36, 40, 40-а, 53[3]